# 松来未祐
松来 未祐（まつき みゆ、1977年〈昭和52年〉9月14日 - 2015年〈平成27年〉10月27日）は、日本の女性声優、歌手、ラジオパーソナリティ。本名・旧芸名、松木 美愛子（まつき みえこ）。広島県呉市出身。81プロデュースに所属していた。
代表作は、『ひだまりスケッチ』（吉野屋先生）、『這いよれ！ニャル子さん』（クー子）など。

## 生涯

### 生誕からデビューまで
広島県呉市出身。小さい頃は、兄が少ない小遣いをやりくりして購入してきたアニメ雑誌・漫画を、一緒に読んだりしていた。またテレビっ子で、小学生の頃は『きまぐれオレンジ☆ロード』、『シティーハンター』、『ハイスクール!奇面組』が好きだった。
小学生の頃から国語の教科書の音読が好きで、朗読大会にも参加していた。当時から「声」を使う職業に興味を持ち、当初はアナウンサーを目指していた。その後、中学生になって職業としての声優を知り、これこそが自分の仕事だと確信して声優への道を突き進むようになる。アニメーション映画『ルパン三世 カリオストロの城』でクラリス役の島本須美の声を聞いて、「なんてキレイな声なんだろう! 大きくなったら、こんな人になりたい」と思ったのがきっかけだった。高校時代も、声優になるべく放送部に所属し、個人戦を中心に放送コンクールに参加して、入賞することもあった。
受験勉強中に、留守電に吹き込む形式のオーディションをラジオで偶然耳にし、気軽に応募したところ合格した。高校3年生の時には、公開放送のラジオ番組でアシスタント的なことをさせてもらい、学校帰りに制服のまま通ったこともあった。本来学校でアルバイトは禁止されていたが、ラジオ局の人物が松来の学校の校長と話し合い、周囲の応援を受けて楽しく活動していた。広島女学院中学校・高等学校を経て、慶應義塾大学環境情報学部卒業。声優の勉強目的の上京は両親から猛反対されたが、大学進学を条件に上京を許されたため、慶應義塾大学に進学した。大学通学の傍ら、日本ナレーション演技研究所やアクセント付属養成所シャインに通い、演技の勉強をする。
ゲームの役で初めてのオーディションを受ける。当時は他の受験者と違ってどこにも事務所に所属しておらず、極度の緊張から神谷明の書いた『きみも声優になれる!!』の本をバッグにお守り代わりに入れて現場に向かった。会場には神谷明が来ており、その後幸いにも合格を果たす。本名のまま、1998年にPlayStation用ゲーム『御神楽少女探偵団』の檜垣千鶴役で声優デビュー。同作以外にもしばらくは本名で活動するが、後に本名だと芸能人としては画数が良くないからとの理由で「松来未祐」へ改名する。

### 声優としてのキャリア
2000年、ケイエスエスによる新人オーディション企画『あっぷ² MY GIRL 2000』に合格し、ユニット「あっぷ²（あっぷあっぷ）」として様々な活動を行う。また、同社のグループ「西五反田フォークキャンプ」のメンバーとして「ちいさな翼」などの楽曲を発表する（同曲は後に「Memories〜Miyu Matsuki Best Songs〜」に収録された）。
2002年、『七人のナナ』で初のアニメレギュラーを獲得。同年6月、アクセントから81プロデュースへ移籍する。同年10月より始まったラジオ番組『（有）櫻井工房』は『（有）チェリーベル』、更に『有限会社チェリーベル』（文化放送→超!A&G+）へ続き長期番組となった。
2003年から2004年にかけては『D.C. 〜ダ・カーポ〜』『ダイバージェンス・イヴ』シリーズでアニメレギュラーを獲得し、2004年1月の『超変身コス∞プレイヤー』で初の主演を務める。この年、ラジオ番組『RADIOデコピンないと』で共演した金田朋子と声優ユニット「SD☆Children」を組み、CDリリースや各種イベントなどの活動を行った。その他にも多数のアニメに出演すると共に、最多で週4本のラジオ番組を持っていた。また、『さよなら絶望先生』シリーズ（藤吉晴美役）や『ひだまりスケッチ』シリーズ（吉野屋先生役）など、新房昭之が監督を務めるシャフト制作作品の常連声優の1人となっていた。
2010年より自主活動声優ユニットの「N±」を結成した。
2012年の『這いよれ! ニャル子さん』（クー子役）では、声優ユニット「後ろから這いより隊G」の一員としてオープニングテーマを歌唱。2013年3月1日、「後ろから這いより隊G」の一員として第7回声優アワード歌唱賞を受賞した。

### 病気療養から晩年
2013年頃より、数日単位で夜間に39 ℃の熱を出しては翌朝には下がるといった症状が現れ始めた。2014年7月頃には、発熱に加えて肝機能障害が指摘された。2014年8月頃には突然声が出なくなり、同年8月27日「松来未祐＆儀武ゆう子×”零-刺青ノ聲”つれゲー初生特番」、9月3日「おしゃべりやってま～す第3放送」は筆談での出演となった。2015年正月には頚部リンパ節腫脹や疲労などの症状が出現し、複数の病院でがん健診を含めて精査を進めたが、診断には至らず原因不明であった。この頃松来は、過去に自己免疫疾患で入退院を繰り返していた後藤邑子に病状の件で相談していたという。西村ちなみによれば、松来は仕事を減らされることを危惧して、自分の体調不良を明かさないよう周囲に頼み込んでいて、入院直前まで所属事務所にも何も伝えていなかった。
2015年6月、ようやく慢性活動性EBウイルス感染症（CAEBV）が疑われたが、精密検査直前の6月30日に呼吸困難に陥り救急搬送された。7月1日には公式サイトとブログで、同月4日に出演予定だった『蒼穹のファフナー EXODUS』初回放送記念イベントを欠席することを発表した。7月14日には自らのブログに「今年に入って熱が下がらず、病院で検査を繰り返していたのですが、急性の肺炎で検査を重ねたところで、少しでも早く治療に取り組まないといけない病気であることが分かりました」と綴り、活動休止を発表した。実際の診断としてはCAEBV（細胞傷害性T細胞: キラーT細胞への慢性感染）に伴うEBウイルス関連T細胞リンパ増殖症による肺症状だった。なお、活動休止の発表時点で放送されていた7月期のテレビアニメの役については、休養前にすべての収録を済ませていたため、そのまま放送された。
入院後はT細胞性リンパ腫（悪性リンパ腫の一種、EBV感染T細胞からの悪性転化）への進展と診断され、CAEBVの根治治療である骨髄移植を見据えて抗がん剤・ステロイド投与などの治療を行ったが、兄とはHLAが適合せず血縁者間移植はできなかった。その後は38歳の誕生日である9月14日に合わせて内々で誕生日パーティーを開いたことをブログで公開し、「私、この病気が治ったら、本気で婚活するんだ…！」と綴っていたが、その矢先の9月18日には容態が急変して再入院した。再入院時にはCAEBVからステージ4の悪性リンパ腫へ進展しており、髄膜浸潤病変が原因でくも膜下出血を併発して緊急手術を受けるなど、益々病状は悪化していった。一方で亡くなる直前まで意識があり、言葉こそ発せなかったが、両親の問いかけに応じて頷いていたという。
2015年10月27日午後10時18分、入院先であった東京都内の病院で死去。38歳没。通夜、葬儀、告別式は、遺族の意向により家族と親族のみで執り行われ、同年12月15日には所属事務所の81プロデュースから、本人名義のブログを通じて、CAEBVへの罹患や最終的な死因である悪性リンパ腫、またその闘病の経緯が公表された。松来は療養中に「いつか手記を出して同じ病気に苦しむ人の支えになりたい」と遺言しており、四十九日が経過したことを機に両親が「同じ病気の一人でも多くの人が、早期発見により助かって欲しい」と申し出たことから、同事務所が松来本人のブログで報告するに至ったという。CAEBVについて、ブログでは「非常に症例が少なく難病指定もされていない難しい病気」と説明し、両親も早期の難病指定を訴えた。
2015年11月2日に公表された訃報を受け、声優仲間をはじめとして親交の深かった関係者たちがTwitterやブログなどを通じて松来への哀惜の言葉を綴り、ファンからも急逝を悼む書き込みが見られたほか、Yahoo! JAPANのリアルタイム検索も一時的に上位20ワードが松来やその出演作に関するもので占められた。同年11月19日には、超A&G+で特別番組『松来未祐〜メモリーズ〜』が配信された。また、松来の休養後も復帰を待つ形で放送を続けていたラジオ番組『有限会社チェリーベル』も、松来の急逝を受けて2015年11月6日をもって終了した。

### 死後
2016年9月7日、超!A&G+ 文化放送モバイルplus presents 生放送！で、『文化放送モバイルplus presents サンキュー！ 未祐ちゃんの生放送！』が配信され、親交が深かった神田朱未、儀武ゆう子、大坪由佳が松来とのエピソードを語った。9月11日に科学技術館サイエンスホールにて「松来未祐愛悼イベント 「サンキュー！未祐ちゃん」」が開催された。同月15日に発売されたゲーム『ペルソナ5』（御船千早役で出演）が事実上の遺作となった。
2017年5月9日には、『ザ!世界仰天ニュース』の特集「世界が知らない恐ろしい病スペシャル」で、「病名が分からない苦しみと闘った女性」として松来の闘病生活が取り上げられた。
CAEBVは確定診断・初期治療が困難で、そもそもの有病率が低く、特に松来のように肺の病変に関連した報告は稀であった。松来の臨床経過はCAEBVの診断に気管支鏡が有効であった症例として症例報告が書かれている（東京医科歯科大学（当時）呼吸器内科）。上述の松来の追悼イベントで募られた寄付金は、東京医科歯科大学（当時）のチームによるCAEBV治療法研究の原資となり、EBV持続感染したNK細胞・T細胞において、転写因子STAT3が恒常的に活性化していることが突き止められた（2018年に論文発表）。

## 人物
広島県出身で、『たまゆら』シリーズの八色ちもや『咲-Saki-』の佐々野いちごなど、広島弁を使うキャラクターも演じている。『咲-Saki-』では広島弁を使う染谷まこ役を演じる白石涼子へ、白石本人からの希望で方言指導を行った。
サンフレッチェ広島や広島東洋カープ等、地元のスポーツチームのファンでもあった。サンフレッチェは亡くなった年の12月にガンバ大阪とのチャンピオンシップを制し、J1優勝を果たしている。カープは前述の追悼イベントが行われる前日の2016年9月10日に、対読売ジャイアンツ戦（東京ドーム）に勝利し、1991年以来25年ぶりにセ・リーグ優勝を果たしている。
食べることが好きで、ブログではその日食べたものの写真を掲載することが多く、病にかかって療養生活に入るまでも食欲はあったという。愛猫家で、飼い猫の｢ポン太｣と｢チー｣の様子や写真を掲載することも多く、亡くなる直前まで2匹の様子を綴っていた。2匹は松来の療養生活以降友人宅に引き取られ、2023年12月31日にポン太、2024年12月12日にチーが亡くなるまで、友人の元で生活した。
声優として活動して以降、毎年父親の誕生日に合わせてネクタイをプレゼントしており、父は病気療養中の松来に対して「早く元気になって、来年のネクタイ買ってくれよ」と頼んでいたという。

## 後任
松来の療養に伴う活動休止または死去後に持ち役を引き継いだ声優は以下の通り。
| 後任       | 役名                           | 概要作品                                | 後任の初担当作品                                        |
| ---------- | ------------------------------ | --------------------------------------- | ------------------------------------------------------- |
| 上田麗奈   | メローニャ                     | 『コトリサンバ』                        | [ 56 ]                                                  |
| 堀江由衣   | シャーロット・ディマンディウス | 『ハンドレッド』                        | 小説第10巻限定特装版                                    |
| 下屋則子   | ライラ                         | 『テイルズ オブ ゼスティリア』          | 『テイルズ オブ ゼスティリア ザ クロス』                |
| かかずゆみ | マジカルサファイア             | 『Fate/kaleid liner プリズマ☆イリヤ』   | 『Fate/kaleid liner プリズマ☆イリヤ ドライ!!』          |
| 河原木志穂 | 社務さわり                     | 『リング☆ドリーム 女子プロレス大戦』    | 2016年12月更新以降                                      |
| 小清水亜美 | クレア・リーヴェルト           | 『英雄伝説 閃の軌跡』                   | 『英雄伝説 閃の軌跡III』                                |
| 照井春佳   | 御船千早                       | 『ペルソナ5』                           | 『PERSONA5 the Animation』                              |
| 原紗友里   | イリス・フォルトナー           | 『イリスのアトリエ グランファンタズム』 | 『ネルケと伝説の錬金術士たち 〜新たな大地のアトリエ〜』 |
| 黒沢ともよ | アルメ・グレンステッド         | 『グランドチェイス』                    | 『グランドチェイス -次元の追跡者-』                     |
| 広橋涼     | 長山小春                       | 『ちびまる子ちゃん』                    | 2020年1月19日（1時間スペシャル）放送回                  |
| 朝日奈丸佳 | 椎名リカ                       | 『九龍妖魔學園紀』                      | 『九龍妖魔學園紀 ORIGIN OF ADVENTURE』                  |

## 出演
太字はメインキャラクター。

### テレビアニメ
1999年
- 下級生（真歩子の女友達、女子生徒）

2000年
- 幻想魔伝 最遊記（子供、酒場の女、女、女の子）

2001年
- 魔法戦士リウイ（アンナ）

2002年
- 七人のナナ（小野寺瞳）
- 十二国記（女仙）
- ちびまる子ちゃん（長山小春〈2代目〉）
- 東京アンダーグラウンド（夢の中の女子高生）
- ドラゴンドライブ（スー、メディナヘブン）
- 灰羽連盟（子供、廃工場の灰羽）
- ペコラ（コリ）
- ポケットモンスター サイドストーリー（ヤオキ）
- わがまま☆フェアリー ミルモでポン!（2002年 - 2003年、ピクモ）- 2シリーズ

2003年
- WOLF'S RAIN（少女2）
- スーパートレインがんばりダッシュ（こまち）
- ダイバージェンス・イヴ（コトコ-01 / コトコ-02）
- D.C. 〜ダ・カーポ〜（2003年 - 2005年、鷺澤頼子 / 鷺澤美咲）- 2シリーズ
- DEAR BOYS（女子生徒、アナウンス）
- NARUTO -ナルト-（2003年 - 2004年、美女、ギャル）
- HAPPY★LESSON ADVANCE（子犬）
- ヤミと帽子と本の旅人（ミルカ）

2004年
- アガサ・クリスティーの名探偵ポワロとマープル（クリス）
- SDガンダムフォース（リリジマーナ・ミヤ・ド・ラクロア〈リリ姫〉、アヤカ）
- 恋風（小日向七夏（幼年期））
- ごくせん（ホステス、看護婦、女子高生A）
- 金色のガッシュベル!!（洋ナシちゃん）
- 蒼穹のファフナー（2004年 - 2005年、羽佐間翔子）- 2シリーズ
- tactics（朱雀院雅）
- W〜ウィッシュ〜（岸田智）
- 月詠 -MOON PHASE-（御堂薫）
- 超変身コス∞プレイヤー（星野古都  / ミコレイヤー）
- デュエル・マスターズ チャージ（デリシャス）
- ななみちゃん（箱内美夢）
- 鋼の錬金術師（妹）
- Φなる・あぷろーち（水原明鐘）
- ヒットをねらえ!（八神菜摘）
- 魔法少女リリカルなのは（月村忍）
- みさきクロニクル〜ダイバージェンス・イヴ〜（コトコ-02）
- MEZZO -メゾ-（五十嵐あさみ）
- LOVE♥LOVE?（八神菜摘）
- 流星戦隊ムスメット（青錠奈子）

2005年
- ああっ女神さまっ（女神）
- おくさまは女子高生（女子生徒）
- ガラスの仮面（早川あき子）
- 強殖装甲ガイバー（女の子）
- こいこい7（山田イスズ）
- ぱにぽにだっしゅ!（メディア）
- B-伝説! バトルビーダマン 炎魂（ハナ）
- 魔法少女リリカルなのはA's（リーゼロッテ）
- MÄR-メルヘヴン-（シャトン）

2006年
- ARIA The NATURAL（綾乃）
- 乙女はお姉さまに恋してる（十条紫苑）
- おろしたてミュージカル 練馬大根ブラザーズ（ミヨちゃん）
- 鍵姫物語 永久アリス輪舞曲（御咲キサ）
- かりん（寺西の友人）
- ザ・サード 〜蒼い瞳の少女〜（妖精）
- シムーン（アングラス）
- Strawberry Panic（此花光莉）
- 奏光のストレイン（ジェッシィ・アイジェス）
- ときめきメモリアル Only Love（内海小鮎）
- 半分の月がのぼる空（夏目小夜子）
- びんちょうタン（プカシュー）
- ふたりはプリキュア Splash Star（チョッピ）
- 吉永さん家のガーゴイル（ハナ子）
- ロックマンエグゼBEAST（ヨーコ）

2007年
- AYAKASHI（薬師寺陽愛）
- CLAYMORE（フローラ）
- さよなら絶望先生（2007年 - 2009年、藤吉晴美 他）- 3シリーズ、第3期第6話のイラストも担当
- すもももももも〜地上最強のヨメ〜（宮沢ルミ）
- DARKER THAN BLACK -黒の契約者-（研究員B）
- ナイトウィザード The ANIMATION（フェウス＝モール）
- ハヤテのごとく!（2007年 - 2013年、鷺ノ宮伊澄）- 4シリーズ
- ひだまりスケッチ（2007年 - 2012年、吉野屋先生）- 4シリーズ+特別編？本
- やさいのようせい N.Y.SALAD（2007年 - 2008年、白ナス）- 2シリーズ
- 流星のロックマン（朝倉マユ）
- ロミオ×ジュリエット（コーディリア）

2008年
- 乃木坂春香の秘密（2008年 - 2009年、上代由香里、ドジっ娘アキちゃん）- 2シリーズ
- 破天荒遊戯（ロマリオ）
- まかでみ・WAっしょい!（ガブリエル）

2009年
- クプ〜!!まめゴマ!（うさぴょん）
- 宇宙をかける少女（ハコちゃん）
- デュエル・マスターズ クロス（デリシャス）
- 花咲ける青少年（山手由依）
- まりあ†ほりっく（2009年 - 2011年、志木絢璃、与那国さん）- 2シリーズ

2010年
- 生徒会役員共（2010年 - 2014年、スズの母）- 2シリーズ
- それでも町は廻っている（嵐山雪美、ジョセフィーヌ、駅アナウンス）
- 這いよれ! ニャル子さん（2010年 - 2013年、クー子、生物担当の教師）- 3シリーズ

2011年
- アスタロッテのおもちゃ!（ミスト（ミストルーン・アウスグリム））
- SKET DANCE（OL、サラ）
- 戦国乙女〜桃色パラドックス〜（毛利モトナリ）
- だぶるじぇい（はじめの母）
- たまゆら（「ほぼろ」店主/八色ちも）- 2シリーズ
- DOG DAYS（エビータ・サレス）
- ほんとにあった!霊媒先生（吉居あきこ、長良、ねこA、おばあちゃん、女子C、死神）

2012年
- アドリブアニメ研究所（咲耶）
- ポケットモンスター ベストウイッシュ シーズン2（カトレア）
- ゆるめいつ 3でぃ（田中くみ、くみの母）- 2シリーズ

2013年
- ささみさん@がんばらない（マキナ、アナウンス）
- Fate/kaleid liner プリズマ☆イリヤ（2013年 - 2015年、マジカルサファイア） - 3シリーズ
- 迷宮家族（母）

2014年
- 咲-Saki- 全国編（佐々野いちご）
- スペース☆ダンディ（ケイティ）
- ディーふらぐ!（西永福子）
- デュエル・マスターズVS（岡霊子）

2015年
- 幸腹グラフィティ（椎名の母）
- コトリサンバ（メローニャ〈初代〉）
- 下ネタという概念が存在しない退屈な世界（アンナ・錦ノ宮)
- 旦那が何を言っているかわからない件 2スレ目（砥部）

### 劇場アニメ
- フイチンさん（2004年）
- 映画 ふたりはプリキュア Splash Star チクタク危機一髪!（2006年、チョッピ）
- ストレンヂア 無皇刃譚（2007年、妹）
- 劇場版MAJOR メジャー 友情の一球（2008年、佐野昭彦）
- 映画 プリキュアオールスターズDX みんなともだちっ☆奇跡の全員大集合!（2009年、チョッピ）
- 映画 プリキュアオールスターズDX2 希望の光☆レインボージュエルを守れ!（2010年、チョッピ）
- やさいのようせい N.Y.SALAD The Movie（2010年、白ナス）
- 映画 プリキュアオールスターズDX3 未来にとどけ! 世界をつなぐ☆虹色の花（2011年、チョッピ）
- 劇場版 ハヤテのごとく! HEAVEN IS A PLACE ON EARTH（2011年、鷺ノ宮伊澄）
- ジュエルペット スウィーツダンスプリンセス（2012年、マカロニア）

### OVA
2002年
- ナコルル 〜あのひとからのおくりもの〜 郷里之畏友編（ミカト）

2003年
- True Love Story Summer Days, and yet...（篠坂唯子）
- HAND MAID マイ（サイバドール・ミイ）
- Memories Off 2nd 真夏の中で…（舞方香菜）

2004年
- おジャ魔女どれみナ・イ・ショ（アンナ）

2005年
- 学校の怪談（花子さん）※プレコミックブンブンの付録ビデオ

2008年
- さよなら絶望先生 OVAシリーズ（2008年 - 2009年、藤吉晴美）- 2作品
- やなせたかしメルヘン劇場 かばこさん（ちゃーちゃん）

2009年
- 異世界の聖機師物語（フローラ・ナナダン）
- 這いよる! ニャルアニ（クー子）
- ハヤテのごとく!! アツがナツいぜ 水着編!（鷺ノ宮伊澄）
- ゆるめいつ（田中くみ）

2010年
- たまゆら OVAシリーズ（2010年 - 2015年、「ほぼろ」店主/八色ちも）- 2作品

2011年
- カーニバル・ファンタズム（翡翠）
- 生徒会役員共 OVAシリーズ（2011年 - 2014年、スズの母）- 2作品※DVD付き第5、10巻限定版
- ゆるめいつ は?（田中くみ）

2012年
- 乃木坂春香の秘密 ふぃな〜れ♪（上代由香里）
- まりもの花 〜最強武闘派小学生伝説〜（ゆきちゃん）

2013年
- ひだまりスケッチ 沙英・ヒロ 卒業編（吉野屋先生）

2014年
- 絶滅危愚少女 Amazing Twins（ひろな）
- ハヤテのごとく!（鷺ノ宮伊澄）※単行本41巻、43巻OVA付き特別版
- Fate/kaleid liner プリズマ☆イリヤ（2014年 - 2015年、サファイア） - 原作第4部コミックス第4・6巻オリジナルアニメ付きBD限定版
- ふたりエッチ（第3期）（久保田桃）

2015年
- 這いよれ! ニャル子さんF（クー子）

### Webアニメ
- 亡念のザムド（2008年、ナズナ[80]）
- おんたま!（2009年、小野桃花）

### ゲーム
1998年
- 御神楽少女探偵団（1998年 - 1999年、檜垣千鶴）- 2作品

2000年
- 竜機伝承3〜黄昏に導いた者たち〜（エリス、みーにゃ）

2001年
- Close to 〜祈りの丘〜（咲坂麻衣）
- Missing Blue（璃月沙夜）
- Memories Off 2nd（舞方香菜）
- RASETSU 〜羅刹〜（マリオン）

2002年
- MELTY BLOOD（2002年 - 2010年、翡翠、メカヒスイ） - 5作品
- 東京魔人學園外法帖（真那）

2003年
- メモオフみっくす（舞方香菜）
- 想いのかけら -Close to-（咲坂麻衣）
- D.C.P.S. 〜ダ・カーポ〜 プラスシチュエーション（鷺澤頼子 / 鷺澤美咲）
- D→A:BLACK（リン）
- True Love Story Summer Days, and yet…（篠坂唯子）

2004年
- アカイイト（羽藤桂）
- 解決!オサバキーナ（大沢木弘子）
- Quest of D
- 九龍妖魔學園紀（椎名リカ）
- センチメンタルプレリュード（篠原さおり）
- W〜ウィッシュ〜（岸田智）
- D→A:WHITE（リン）
- Φなる・あぷろーち（2004年 - 2005年、水原明鐘） - 2作品

2005年
- ZOIDS TACTICS（アンナ・ターレス）
- 第3次スーパーロボット大戦α 終焉の銀河へ（ミナキ・トオミネ）
- D.C. Four Seasons 〜ダ・カーポ〜 フォーシーズンズ（鷺澤頼子 / 鷺澤美咲）
- 舞-HiME 運命の系統樹（天河朔夜）
- 武蔵伝II ブレイドマスター（リコッタ）
- キャッスルファンタジア〜エレンシア戦記〜 プラスストーリーズ（シノブ=クズハ）
- グランドチェイス（アルメ・グレンステッド）
- Memories Off After Rain（舞方香菜）
- らき☆すた 萌えドリル（2005年 - 2007年、岩崎みなみ） - 2作品
- Rune Princess（メルシリス・ハイダラー）
- わがまま☆フェアリー ミルモでポン! どきどきメモリアルパニック

2006年
- イリスのアトリエ グランファンタズム（イリス・フォルトナー）
- VALHALLA KNIGHTS -ヴァルハラ ナイツ-（ヒューマン 女）
- かしまし 〜ガール・ミーツ・ガール〜 「初めての夏物語。」（観音かけ乃）
- Strawberry Panic! GIRLS' SCHOOL IN FULLBLOOM（此花光莉）
- FRAGMENTS BLUE（尾上七海）
- ふたりはプリキュア Splash Star パンパカゲームでぜっこうちょう!（チョッピ）

2007年
- ハヤテのごとく! ボクがロミオでロミオがボクで（鷺ノ宮伊澄）
- 星色のおくりもの（吉田茉莉）

2008年
- 鉄道むすめDS〜Terminal Memory〜（鷹野みゆき）
- 乃木坂春香の秘密（2008年 - 2010年、上代由香里）- 2作品
- ハヤテのごとく! お嬢様プロデュース大作戦 ボク色にそまれっ!（鷺ノ宮伊澄）

2009年
- アイテムゲッター 〜僕らの科学と魔法の関係〜（シスレイ・F・ブートレック）
- 悪魔城ドラキュラ ジャッジメント（マリア・ラーネッド）
- ハヤテのごとく!! ナイトメアパラダイス（鷺ノ宮伊澄）
- ひだまりスケッチ どこでもすごろく×365（吉野屋先生）
- POWER DoLLS 1（アズサ・ユミ）

2010年
- エルソード（アリエル）
- カエル畑DEつかまえて☆彡（2010年 - 2011年、川奈芳子） - 4作品
- Solatorobo それからCODAへ（フロマージュ・フィナンシェ）
- D.C.I&II P.S.P. 〜ダ・カーポI&II〜 プラスシチュエーション ポータブル（鷺沢頼子）
- マリッジロワイヤル プリズムストーリー（佐伯世羅）

2011年
- ToHeart2 ダンジョントラベラーズ（メイド先生）
- ファントムブレイカー（九紋稚）
- 魔法少女リリカルなのはA's PORTABLE -THE GEARS OF DESTINY-（リーゼロッテ）

2012年
- 百鬼夜行〜怪談ロマンス〜（姥爪多恵）
- 嫁コレ（クー子）

2013年
- 英雄伝説 閃の軌跡（クレア憲兵大尉）
- ガールフレンド（仮）（吉野屋先生）
- スーパーロボット大戦UX（羽佐間翔子）
- ダンジョントラベラーズ2 王立図書館とマモノの封印（メイド先生）
- 這いよれ! ニャル子さん 名伏しがたいゲームのようなもの（クー子）
- 百物語〜怪談ロマンス〜（姥爪多恵）
- ファントムブレイカー:エクストラ（九紋稚）
- ファントムブレイカー:バトルグラウンド（九紋稚）
- リング☆ドリーム 女子プロレス大戦（キリングドール・アンジェ、社務さわり）

2014年
- ウチの姫さまがいちばんカワイイ（鶏蛇姫 コカドリーユ）
- 82Hブロッサム（マイヤ・コズロフ）
- 英雄伝説 閃の軌跡II（クレア・リーヴェルト）
- Fate/kaleid liner プリズマ☆イリヤ（マジカルサファイア）

2015年
- 神撃のバハムート（クラル）
- テイルズ オブ ゼスティリア（ライラ）
- ファントムブレイカー:バトルグラウンド オーバードライブ（九紋稚）
- 咲-Saki- 全国編（佐々野いちご）
- ミラクルガールズフェスティバル（クー子）※ライブラリ出演

2016年
- ペルソナ5（御船千早）※遺作

### 吹き替え

#### 映画
- アニマルマン
- アンナとロッテ（幼いアンナ）
- 再見〜また逢う日まで（幼いミャオ）
- 上海家族
- 少林寺2（七凰）
- ツインローズ（キュー）
- トム・グリーンのマネー・クレイジー スットコ大作戦（英語版）
- パパってなに?
- ビューティフル・ピープル（クロイ）
- ブラザーズ・グリム（赤ズキン、ロッティ）
- ブルドッグ
- マドレーヌ（ルシンダ）
- ロメオ!（シャンテル）

#### アニメ
- きかんしゃトーマス みんなあつまれ!しゅっぱつしんこう（レディー、MC）

### テレビ番組
- とらだよ。（アニメぱらだいす!内ランキング紹介コーナー/キッズステーション：2002年 - 2005年）
- アイドルD (ナレーション/KBS京都：2003年4月 - 2003年12月)
- エミル・クロニクル・オンライン エコミュニティ ECO放送局（インターネットテレビ：2006年5月 - 2007年12月24日）
- 情報女神（ナレーション/東京MXテレビ：2006年7月 - 2007年3月）
- あの歌がきこえる「♪海を見ていた午後 1974年 荒井由実」（鈴木恵理/NHK総合：2006年9月27日）[98]
- にっぽん再発見 ハイビジョンふるさと発「飛べ!巨大水ロケット〜宇宙クラブ岐阜の夢〜」（ナレーション/NHK総合：2006年11月5日）
- NHKみんなの手話（スキットドラマの吹替/NHK教育:2007年4月 - ）
- 天才てれびくんMAX ビットワールド（声の出演/NHK教育：2007年）
- ドラトク!（ナレーション/TBS：2008年1月20日）（ドラマ情報番組）
- 玉ニュータウン（市長秘書キャサリン/テレ玉：2008年6月 - 2013年3月22日）
- 日立 世界・ふしぎ発見!（声の出演/TBS：2008年10月11日）
- ザ☆ネットスター!（ゲスト/NHK-BS2：2008年12月6日）
- あにてれPresents アニソンぷらす+（テレビ東京：2011年2月度ナレーション担当）
- つれゲー（PigooHD・エンタ!371、2011年4月16日-2011年6月16日）
- 地獄の沙汰も金朋次第! #7(ゲスト/PigooHD、2012年10月19日-2013年7月31日)
- ヴォイス・アカデミア（ゲスト/BSフジ：2013年9月22日）
- 松来未祐のアルカナの扉（2014年6月 - ？）

### ラジオ
※はインターネット配信。
2000年代
- 魔神学園 龍（ろん）（2001年 - 2002年、TBSラジオ）
- 松来未祐の本気DEみゆみゆ（2002年 - 2003年、インターネットラジオ※）
- (有)櫻井工房（2002年 - 2003年、文化放送）
- (有)チェリーベル（2003年 - 2015年6月、文化放送）
- 夏子と未祐のRadioトゥルーラブストーリー・サマーディズないと（2003年 - 2004年、文化放送）
- D→A Dream Radio（2003年 - 2005年、アニスタ.TV※）
- ATLUS presents めぐみゅうの神楽坂ハッピーチューナー（2004年 - 2005年、文化放送・ラジオ大阪・BSQR489）
- 松来未祐と金田朋子のRADIOデコピンないと（2004年、ラジオ関西）
- 松来未祐と金田朋子のRADIOデコピンないと2（2004年 - 2005年、文化放送）
- おしゃべりやってまーす
  - 木曜日（K'z Station：2005年4月 - 2008年3月）
  - 火曜日（K'z Station：2008年4月 - 2009年4月7日）
  - 第3放送（K'z Station：2009年4月22日 - 2014年12月24日）
- モバイル文化放送Presents みゆみゆの渚のくいしんぼうBANZAI!（2005年6月26日/特番放送 桑谷夏子がゲスト、文化放送）
- アクターズゲイト 松来未祐のぷるるん大作戦!!（2006年、文化放送）
- 聖應女学院放送局（2006年 - 2008年、アニメイトTV）
- 松来未祐と金田朋子のRADIOデコピンないと2.5（2006年11月25日、文化放送）
- ロミジュリ×レイディオ（2007年、音泉）
- 松来未祐と金田朋子のRADIO デコピンないとSP（2007年9月15日、文化放送）
- 未祐とさくらのAYAKASHI R（2008年、メディファクラジオ・アニスタ.TV）
- 東京アニメセンターRADIO（2008年 - 2009年、文化放送）
- ドラマCD ニャル子さんを10倍楽しく聴くラジオ?（ドラマCD『這いよれ! ニャル子さん』特設ページ：2009年8月20日）

2010年代
- 乙女重。（2010年）
- 這いよれ! ニャル子さん
  - ドラマCD「這いよれ! ニャル子さん」を10倍楽しく聴く方法!? 略して、這いよるにゃるラジ-OMEGA-（ドラマCD『這いよれ! ニャル子さん』特設ページ：2010年）
  - 這いよるにゃるラジだっしゅ!（ドラマCD『這いよれ! ニャル子さん』特設ページ：2010年）
  - 這いよる! にゃるラジ THE MOVIE（ドラマCD『這いよれ! ニャル子さん』特設ページ：2011年）
  - にゃるラジ featuring帯刀帯（ドラマCD『かんなぎ家へようこそ! featuring帯刀帯』特設ページ：2011年）
- あか☆ぷろ!!! 〜明るい三姉妹プロジェクト〜（2010年 - 2011年、コンプティークモバイル・アニメイトTV）
- あか☆ぷろ!!! えすえす（2012年 - 2013年、アニメイトTV）
- 寝起きにポテトチップス（2011年 - 2015年、HOBiRECORDS公式サイト）

#### ラジオドラマ
- どらま de にじちぅ?（2006年、ねむ）- ラジオ大阪『にじちぅ? ぱれ〜ど♪』内
- 仮面のメイドガイ（2006年、田原坂沙希）
- 乃木坂春香の秘密（2007年、上代由香里）- 電撃大賞：全4回。
- 悪魔城ドラキュラX 追憶の夜想曲（2008年、マリア・ラーネッド）- KONAMI STATION
- VOMIC PSYREN -サイレン-（2010年、電話の声）
- O/A（2011年、堀内ゆたか、田中はるみ）- 真・週刊コミックTV+

### CD

#### ドラマCD
2000年
- あやかし歌姫かるた外伝 鬼神の唄（妖少女A、女生徒B）

2001年
- Close to 〜祈りの丘〜ドラマCD（咲坂麻衣）

2003年
- D.C. 〜ダ・カーポ〜 初音島放送局 1 - 4（2003年 - 2005年、鷺澤頼子）
- クロックタワー3（アリッサ・ハミルトン）

2004年
- トリコロ（由崎多汰美）
- Rune Princess イメージアルバム Vol.2（メルシリス・ハイダラー）
- きらりん☆レボリューション（月島きらり）※『ちゃお』2004年12月号付録ドラマCD

2005年
- 蒼穹のファフナー Vol.1 STEND BY ME（羽佐間翔子）
- Φなる・あぷろーち ドラマシリーズ（水原明鐘）
- 初音島ドラマシアター chapter.4 頼子（鷺澤頼子）
- 九龍妖魔學園紀 Vol.1（椎名リカ）
- アカイイト ドラマCD「京洛降魔」（羽藤桂）
- らき☆すた（岩崎みなみ）
- HCD フルーツバスケット（女子生徒）

2006年
- ゲノム（なっちゃん）
- D.C.S.S. 外伝ドラマVol.3 魔法使いの足跡（鷺澤美咲/鷺澤頼子）
- まろまゆ（ユナ）
- スーパーメイドちるみさん（紅林麗子）
- 君と僕。 高校生編1（かおり先生）
- 鍵姫物語 永久アリス輪舞曲 Drama CD「きらはの物語」（御咲キサ）
- ドラマCD 乙女はお姉さまに恋してる シーズン01 - 04（2006年 - 2007年、十条紫苑）
- セイント・ビースト 恩讐の章〜聖獣封印〜（精霊フローリア）

2007年
- 殺×愛 -きるらぶ-（萌月来夏）
- ヤングガン・カルナバル（根津カノコ）
- 鉄道むすめ 〜鉄道制服コレクション〜 ドラマCD 第1巻（鷹野みゆき）
- アーネンエルベの一日（翡翠）
- 富士見ドラマCDコレクション 仮面のメイドガイ（田原坂沙希）
- かのこん（長ヶ部澪）

2008年
- TVアニメーション「AYAKASHI」Characters Vol.1 - 4 / TVアニメーション「AYAKASHI」Drama CD（薬師寺陽愛）
- さよなら絶望先生 ドラマCD 絶望劇場（藤吉晴美、女子の心の声）
- 81プロデュースオリジナルドラマCD 枯れ井戸スコープ（女）
- ラブルートゼロ サヨナラと言えない僕らは…（朱莉）
- 乃木坂春香の秘密（上代由香里）
- ひだまりスケッチ×365 ドラマCD（吉野屋先生）
- ハヤテのごとく! ドラマCD3/初恋（鷺ノ宮伊澄）

2009年
- ドラマCD 這いよれ! ニャル子さん シリーズ（2009年 - 2014年、クー子（クトゥグア））- 5作品
- バス走る。「さくら町停留所」（ヒカル）
- TVアニメ「まりあ†ほりっく」ドラマCD（志木絢璃）
- 停電少女と羽蟲のオーケストラ 第二楽章：宴（胡白）
- みずたまぱにっく。-This is MIZUTAMASHIRO!!-（藤間陽向）
- ラブ★ゆう（小鳩みこと）
- イースVII プロローグ ドラマCD〜綴られざる冒険譚〜（オルハ、キサ）※『Ys SEVEN』初回限定版付録

2010年
- 乙女はお姉さまに恋してる エピローグCD VOL.1〜卒業旅行に行きましょう〜（十条紫苑）
- 家族ゲーム（悟の母）
- アクエリアンエイジ ドラマCD フェンリル編（リリア・ベテルギウス）

2011年
- お前のご奉仕はその程度か?（四条環）
- かんなぎ家へようこそ! featuring 帯刀帯（金城愛〈愛〉）

2013年
- サウンドドラマ 神曲奏界ポリフォニカ エイフォニック・ソングバード（レイファス・ガリエ・ビークッド）

2014年
- キャンディポップナイトメア（東雲さくらこ）
- RE:BORN〜仮面の男とリボンの騎士〜（エレーヌ）※コミックス第1巻ドラマCD同梱版

2015年
- ハンドレッド（シャーロット・ディマンディウス）※第8巻ドラマCD付き限定特装版
- 踊る星降るレネシクル（水仙寺遊園）※小説第6巻ドラマCD付き限定特装版

時期不明
- GP学園生徒会執行部シリーズ（木村奏子）
- Strawberry Panic（此花光莉）
- ぱにぽにシリーズ（柏木優麻、柏木優奈）
- ぱにぽにだっしゅ! シリーズ（メディア）
- ハヤテのごとく! ドラマCD1/綾崎ハーマイオニーと秘密の課外授業（鷺ノ宮伊澄/いすみん）
- PON!とキマイラ〜学園天国篇〜（ポン太）
- MEZZO -メゾ- 番外編「音の殻」（五十嵐あさみ）
- 夢結び恋結び（葉子）
- ONE×3（犬）
- Missing Blue（璃月沙夜）

#### ラジオCD
- フォークキャンプラジオステーション 1・3
- みゆ☆ラジ研究所onCD 〜メモリアル・バースディ〜（2003年）
- チェリーベル残業手当シリーズ（2003年、2004年）
- チェリーベル休日出勤シリーズ（2005年、2006年）
- チェリーベルサイドビジネスシリーズ（2006年）
- お姉様といちごそうどう The CD〜白百合の乱〜（2006年7月5日）
- 卒業〜舞散る桜は百合の香り〜（2007年1月11日）
- チェリーベルマーケティングシリーズ（2009年）
- ひだまりラジオ特別編 〜いぇすっ!アスミス!!〜（2007年）
- ラジオCD ロミジュリ×レイディオ（2007年）
- DJCD「WEB RADIO おとボク 聖應女学院放送局」Vol.1 - 4（2007年 - 2008年）
- DJCD さよなら絶望放送 第二巻（2008年）
- ラジオCD「這いよれ! ニャル子さん W 名状しがたいラジオのようなもの」（2013年8月28日）
- ちゃお★ちゃおチャンネル (ちゃおの付録)きらりんレボリューション - 月島きらり役

### 映像商品
- あっぷプライベートビデオ Vol.2 松来未祐（2000年5月26日 KSXO-23844）[104]
- メモオフ・セカンドコンサート コンプリートDVD（2003年3月28日）
- Φなる・あぷろーち DVD第1 - 4巻映像特典
- D.C. 〜ダ・カーポ〜 シークレットライブ in 川崎 CLUB CITTA'（2004年5月26日）
- 松来未祐・阿澄佳奈「はりきり★ラビリンス」（2010年7月16日 BOFL1002）
- 宝探し 〜至高のペルソナ〜 in マザー牧場（2012年9月12日 MESV-0018）
- Animelo Summer Live 2012 -INFINITY∞- 8.26（2013年3月17日）
- Animelo Summer Live 2013 -FLAG NINE- 8.25（2014年3月26日）
- 這いよれ!ニャル子さん Blu-ray Disc BOX（2014年3月28日、「邪神降臨祭」イベント映像完全収録）
- 這いよれ!ニャル子さんW Blu-ray BOX（2015年5月22日、「邪神再誕祭」イベント映像完全収録）

### 舞台
- 蒼穹のファフナー FACT AND RECOLLECTION（2010年12月16日 - 21日）- 主演・羽佐間翔子 役・出演者インタビュー
- 再演・蒼穹のファフナー FACT AND RECOLLECTION（2011年12月7日 - 12月11日）
- 『げき☆えん』〜激・エンターテインメント〜（2013年12月12日 - 16日）- 夢前自由 役・告知動画

### その他
- 美声時計.R（2011年）
- クラリオン 方言版ダウンロードボイス（来栖川桜子[105]）

## ディスコグラフィ

### アルバム
| 枚     | 発売日        | タイトル                            | 規格品番  | オリコン 最高位 |
| ------ | ------------- | ----------------------------------- | --------- | --------------- |
| 企画盤 | 2008年9月26日 | Memories〜Miyu Matsuki Best Songs〜 | LACA-5815 | ？位            |
| 1st    | 2013年9月27日 | White Sincerely                     | HBDC-141  | 128位           |

### キャラクターソング
| 発売日   | 商品名                                                                                          | 歌 | 楽曲                                                                    | 備考                                                                                  |
| 1998年   | 1998年                                                                                          | 1998年 | 1998年                                                                  | 1998年                                                                                |
| -------- | ----------------------------------------------------------------------------------------------- | --- | ----------------------------------------------------------------------- | ------------------------------------------------------------------------------------- |
| 10月7日  | 御神楽少女探偵団（PCCB-00340）                                                                  | 檜垣千鶴（松木美愛子） | 「なつかしい場所」                                                      | ゲーム『御神楽少女探偵団』挿入歌                                                      |
| 2001年   |                                                                                                 | |                                                                         |                                                                                       |
| 4月28日  | Missing Blue 03 聖遼学園高等部2年C組〜沙夜〜                                                    | 璃月沙夜（松来未祐） | 「そらいろの名前」                                                      | ゲーム『Missing Blue』関連曲                                                          |
| 8月22日  | Missing Blue Sound Collection+α!!                                                               | 璃月沙夜（松来未祐） | 「Blue」                                                                | ゲーム『Missing Blue』イメージソング                                                  |
| 2002年   |                                                                                                 | |                                                                         |                                                                                       |
| 5月9日   | みんなでつくるメモオフCD!!                                                                      | メモオフ2ndメンバー | 「浜咲学園校歌斉唱」                                                    | ゲーム『Memories Off 2nd』関連曲                                                      |
| 5月9日   | みんなでつくるメモオフCD!!                                                                      | 1st&2ndメンバー全15人 | 「雨のち想い出」                                                        | ゲーム『Memories Offシリーズ』関連曲                                                  |
| 2003年   |                                                                                                 | |                                                                         |                                                                                       |
| 4月23日  | カメラ＝万年筆                                                                                  | 小林沙苗、浅井清己、松来未祐 | 「カメラ＝万年筆」                                                      | OVA『HAND MAID マイ』オープニングテーマ                                               |
| 4月23日  | カメラ＝万年筆                                                                                  | 小林沙苗、浅井清己、松来未祐 | 「ハンドメイドでNe!」                                                   | OVA『HAND MAID マイ』エンディングテーマ                                               |
| 8月20日  | 想いのかけら -Close to- SOUND COLLECTION                                                        | 咲坂麻衣（松来未祐） | 「ゆびきり」                                                            | ゲーム『想いのかけら -Close to-』麻衣編エンディングテーマ                             |
| 8月27日  | D.C. 〜ダ・カーポ〜 キャラクターイメージソングVol.1 朝倉音夢×鷺沢頼子                           | 鷺澤頼子（松来未祐） | 「愛が咲いた日」                                                        | テレビアニメ『D.C. 〜ダ・カーポ〜』関連曲                                             |
| 11月6日  | True Love Story Summer Days, and yet… ボーカルコレクション                                      | 篠坂唯子（松来未祐） | 「禁じられた果実」                                                      | OVA『True Love Story Summer Days, and yet…』関連曲                                    |
| 11月6日  | True Love Story Summer Days, and yet… ボーカルコレクション                                      | 楠瀬緋菜（桑谷夏子）、桐屋里未（笹島かほる）、篠坂唯子（松来未祐）、神谷菜由（松岡由貴）、有森瞳美（かかずゆみ）、向井弥子（折笠富美子）                                                                                   | 「さよならのまがりかど（ショートバージョン）」                          | OVA『True Love Story Summer Days, and yet…』エンディングテーマ                        |
| 12月3日  | メモリーズオフ2nd コンプリートボックス〜想い出のタイムカプセル〜                                | 舞方香菜（松来未祐） | 「プリズム」                                                            | ゲーム『Memories Off 2nd』関連曲                                                      |
| 2004年   |                                                                                                 | |                                                                         |                                                                                       |
| 2月25日  | D→A:BLACK Dream Collection VOL.4 リン                                                           | リン（松来未祐） | 「幸せのレシピ」                                                        | ゲーム『D→A:BLACK』関連曲                                                             |
| 3月26日  | あなたのハートにはきゅん!どきゅん!                                                              | パイ（松来未祐） | 「あなたのハートにはきゅん!どきゅん!」                                  | ラジオドラマ『16-sixteen-2nd』関連曲                                                  |
| 4月7日   | D.C.P.S. 〜ダ・カーポ〜 プラスシチュエーション キャラクターイメージソング1                      | 鷺澤頼子（松来未祐） | 「心のそばに」                                                          | ゲーム『D.C.P.S. 〜ダ・カーポ〜 プラスシチュエーション』関連曲                        |
| 6月23日  | Rune Princess Vocal Album                                                                       | メルシリス・ハイダラー（松来未祐） | 「以心伝心」                                                            | 読者参加企画『ルーンプリンセス』関連曲                                                |
| 7月7日   | D.C.P.S. 〜ダ・カーポ〜 プラスシチュエーション キャラクターイメージソング2                      | 鷺澤頼子（松来未祐） | 「煌めきの彼方へ」                                                      | ゲーム『D.C.P.S. 〜ダ・カーポ〜 プラスシチュエーション』関連曲                        |
| 8月25日  | 解決！オサバキーナ オリジナルサントラアルバム                                                   | 大沢木プーピー子（鈴村健一、松来未祐） | 「夫婦茶碗」                                                            | ゲーム『解決!オサバキーナ』関連曲                                                     |
| 11月3日  | センチメンタルプレリュード サウンドトラック                                                     | 仁科あゆみ（堀江由衣）、篠原さおり（松来未祐）、永瀬藍子（今井麻美） | 「風のささやき」                                                        | ゲーム『センチメンタルプレリュード』オープニングテーマ                                |
| 11月3日  | センチメンタルプレリュード サウンドトラック                                                     | SPガールズ | 「想い出がいっぱい」                                                    | ゲーム『センチメンタルプレリュード』エンディングテーマ                                |
| 11月26日 | TVアニメ『Φなる・あぷろーち』ボーカルアルバム Love,Fate,Love                                    | 水原明鐘（松来未祐） | 「follow you…」                                                         | テレビアニメ『Φなる・あぷろーち』関連曲                                               |
| 2005年   |                                                                                                 | |                                                                         |                                                                                       |
| 7月6日   | D.C. 〜ダ・カーポ〜 Vocal Selection Vol.3 Happy Days                                            | 鷺澤頼子（松来未祐） | 「アイ・ウィル!」 「GOOD DAY」 「ほんとのきもち」                       | テレビアニメ『D.C. 〜ダ・カーポ〜』関連曲                                             |
| 10月26日 | ムーンライト・ラブ                                                                              | 桃月学園1年で〜組 | 「ムーンライト・ラブ」                                                  | テレビアニメ『ぱにぽにだっしゅ!』エンディングテーマ                                   |
| 12月22日 | 『らき☆すた』vocal mini album                                                                   | 小早川ゆたか（清水愛）、岩崎みなみ（松来未祐）、パトリシア=マーティン（雪野五月） | 「オトメ☆ゴコロ」                                                       | ゲーム『らき☆すた 萌えドリル』関連曲                                                  |
| 2006年   |                                                                                                 | |                                                                         |                                                                                       |
| 2月22日  | まかせて★スプラッシュ☆スター★/「笑うが勝ち!」でGO!                                              | うちやえゆか with Splash Stars | 「まかせて★スプラッシュ☆スター★」                                       | テレビアニメ『ふたりはプリキュア Splash Star』オープニングテーマ                      |
| 4月7日   | みんなでつくるメモオフCD!! Season3                                                              | みんな&みんな | 「紙ヒコーキの旅（メモオフバレンタインコンサートLive）」                |                                                                                       |
| 4月26日  | 鍵姫物語 永久アリス輪舞曲 Character Song Collection                                             | 御咲キサ（松来未祐） | 「まだ恋だとは言わないで」                                              | テレビアニメ『鍵姫物語 永久アリス輪舞曲』関連曲                                       |
| 5月10日  | D.C.S.S. VOCAL ALBUM Vol.2                                                                      | 鷺澤美咲（松来未祐） | 「オレンジワルツ」                                                      | テレビアニメ『D.C.S.S. 〜ダ・カーポ セカンドシーズン〜』関連曲                        |
| 7月21日  | ふたりはプリキュア Splash☆Star VocalアルバムI 〜Yes! プリキュアスマイル〜                       | 日向咲（樹元オリエ）、美翔舞（榎本温子）、フラッピ（山口勝平）、チョッピ（松来未祐） | 「ずっと、ずっと…ね」                                                   | テレビアニメ『ふたりはプリキュア Splash Star』関連曲                                  |
| 7月26日  | 乙女はお姉さまに恋してる キャラクターソングシリーズ PART1 瑞穂・紫苑・まりや                    | 十条紫苑（松来未祐） | 「Love is」                                                             | テレビアニメ『乙女はお姉さまに恋してる』関連曲                                        |
| 10月4日  | ガンバランスdeダンス                                                                            | 五條真由美 with フラッピ（山口勝平）&チョッピ（松来未祐） | 「ガンバランスdeダンス」                                                | テレビアニメ『ふたりはプリキュア Splash Star』後期エンディングテーマ                  |
| 2007年   |                                                                                                 | |                                                                         |                                                                                       |
| 6月27日  | 鉄道むすめ キャラクターソングコレクション Vol.3 鷹野みゆき                                      | 鷹野みゆき（松来未祐） | 「サニサニデイ♪」 「トレイン to トレイン #鷹野みゆき」                  | キャラクターソング企画『鉄道むすめ』関連曲                                            |
| 9月5日   | ひだキャラ                                                                                      | 吉野屋先生（松来未祐） | 「妄想クロッキー」                                                      | テレビアニメ『ひだまりスケッチ』関連曲                                                |
| 9月21日  | 「ハヤテのごとく!」キャラクターCD 5 鷺ノ宮伊澄                                                  | 鷺ノ宮伊澄（松来未祐） | 「十六夜迷子」 「おみくじ 第八千八百拾番」                              | テレビアニメ『ハヤテのごとく!』関連曲                                                 |
| 11月21日 | 絶望歌謡大全集                                                                                  | 小節あびる（後藤邑子）、藤吉晴美（松来未祐） | 「fetish」                                                              | テレビアニメ『さよなら絶望先生』関連曲                                                |
| 11月21日 | 絶望歌謡大全集                                                                                  | 風浦可符香（野中藍）、木津千里（井上麻里奈）、木村カエレ（小林ゆう）、関内・マリア・太郎（沢城みゆき）、日塔奈美（新谷良子）、小森霧（谷井あすか）、常月まとい（真田アサミ）、小節あびる（後藤邑子）、藤吉晴美（松来未祐） | 「デッド・ラインダンス、デス」                                          | テレビアニメ『さよなら絶望先生』関連曲                                                |
| 2008年   |                                                                                                 | |                                                                         |                                                                                       |
| 2月8日   | TVアニメーション「AYAKASHI」Characters Vol.3 薬師寺陽愛                                         | 薬師寺陽愛（松来未祐） | 「メトロノーム」                                                        | テレビアニメ『AYAKASHI』関連曲                                                        |
| 9月26日  | 乃木坂春香の秘密 オリジナルサウンドトラック                                                     | ドジっ娘アキちゃん（松来未祐） | 「ときめき♥フォルテッシモ」                                             | テレビアニメ『乃木坂春香の秘密』挿入歌                                                |
| 11月5日  | ひだまりスケッチ×365 キャラクターソングVol.5 吉野屋先生                                         | 吉野屋先生（松来未祐） | 「プリンセス・ティーチャー!」 「美人美術教師の憂鬱」                    | テレビアニメ『ひだまりスケッチ×365』関連曲                                            |
| 2009年   |                                                                                                 | |                                                                         |                                                                                       |
| 3月6日   | 「ハヤテのごとく!」キャラクターカバーCD 〜選曲:畑健二郎〜                                       | 鷺ノ宮伊澄（松来未祐） | 「ガンダーラ」                                                          | テレビアニメ『ハヤテのごとく!』関連曲                                                 |
| 3月25日  | HIDAMARILAND GO LAND                                                                            | ゆの（阿澄佳奈）、宮子（水橋かおり）、ヒロ（後藤邑子）、沙英（新谷良子）、吉野屋先生（松来未祐）、校長先生（チョー）、うめ先生（蒼樹うめ）                                                                                 | 「ひだまりランド・ゴーランド」                                          | テレビアニメ『ひだまりスケッチ』関連曲                                                |
| 3月25日  | ラブ★ゆう                                                                                       | 小鳩みこと（松来未祐）、冷泉院撫子（加藤英美里） | 「LOVE→YOU」                                                            | ドラマCD『ラブ★ゆう』テーマソング                                                     |
| 9月30日  | 絶望歌謡大全集2                                                                                 | 藤吉晴美（松来未祐） | 「羽根ペンの魔法」                                                      | テレビアニメ『懺・さよなら絶望先生』関連曲                                            |
| 9月30日  | 絶望歌謡大全集2                                                                                 | 小森霧（谷井あすか）、常月まとい（真田アサミ）、小節あびる（後藤邑子）、藤吉晴美（松来未祐） | 「絶望レストラン（極悪ノ華達）」                                        | テレビアニメ『懺・さよなら絶望先生』関連曲                                            |
| 9月30日  | 「ハヤテのごとく!!」キャラクターCD 2nd series 08 鷺ノ宮伊澄&愛沢咲夜 starring 松来未祐&植田佳奈 | 鷺ノ宮伊澄（松来未祐） | 「道しるべ」                                                            | テレビアニメ『ハヤテのごとく!』関連曲                                                 |
| 2010年   |                                                                                                 | |                                                                         |                                                                                       |
| 5月26日  | マリッジロワイヤル キャラクターソングアルバム                                                   | 佐伯世羅（松来未祐） | 「フシギ…なぜかな？」                                                   | ゲーム『マリッジロワイヤル プリズムストーリー』関連曲                                 |
| 12月22日 | ひだまりんぐsongs 〜ひだまりスケッチ×☆☆☆ キャラクターソング集〜                                 | 吉野屋先生（松来未祐） | 「教えて!マイプリンス」                                                 | テレビアニメ『ひだまりスケッチ×☆☆☆』関連曲                                            |
| 2011年   |                                                                                                 | |                                                                         |                                                                                       |
| 2月16日  | プリキュア映画主題歌コレクション                                                                | 日向咲（樹元オリエ）&美翔舞（榎本温子） with フラッピ（山口勝平）&チョッピーズ（松来未祐） | 「ガンバランスdeダンス〜咲&舞version〜」                                | アニメ映画『映画 ふたりはプリキュア Splash Star チクタク危機一髪!』エンディングテーマ |
| 5月25日  | るんるんりる らんらんらら/どうにもとまらない                                                    | 寮長先生（沢城みゆき）、与那国さん（松来未祐） | 「SU-KON-BU（配信限定ver.）」                                           | テレビアニメ『まりあ†ほりっく あらいぶ』関連曲                                        |
| 7月？    | ？                                                                                              | 堀内ゆたか（松来未祐） | 「君にドキッ☆」                                                         | ラジオドラマ『O/A』主題歌                                                             |
| 12月28日 | テレビアニメーション『たまゆら〜hitotose〜』ボーカルアルバム、なので。                          | 八色ちも（松来未祐）、藤井みその（大亀あすか） | 「ももねこ音頭 -広島弁Ver.-」                                           | テレビアニメ『たまゆら〜hitotose〜』関連曲                                            |
| 2012年   |                                                                                                 | |                                                                         |                                                                                       |
| 5月23日  | 太陽曰く燃えよカオス                                                                            | 後ろから這いより隊G | 「太陽曰く燃えよカオス」                                                | テレビアニメ『這いよれ! ニャル子さん』オープニンテーマ                                |
| 7月25日  | 邪神曲たち                                                                                      | 後ろから這いより隊G | 「太陽曰く燃えよカオス 30min Non-limit ver.」                           | テレビアニメ『這いよれ! ニャル子さん』関連曲                                          |
| 7月25日  | 邪神曲たち                                                                                      | 後ろから這いより隊 | 「禍々しくも聖なるかな」                                                | テレビアニメ『這いよれ! ニャル子さん』関連曲                                          |
| 7月27日  | 這いよれ! ニャル子さん DVD/BD第2巻 這いよれ!ニャル子さん2 スペシャルCD                          | クー子（松来未祐） | 「太陽曰く燃えよカオス クトゥグアver.」                                 | テレビアニメ『這いよれ! ニャル子さん』関連曲                                          |
| 2013年   |                                                                                                 | |                                                                         |                                                                                       |
| 3月20日  | 這いよれ! ニャル子さんW WWWキャラクターソングシリーズVOL.3 クー子                               | クー子（松来未祐） | 「そして伝説のように × my burning desire」 「太陽言わない燃えよカオス」 | テレビアニメ『這いよれ! ニャル子さんW』関連曲                                         |
| ？       | 陽言わない燃えよカオス / 後ろから這いより隊6人 ver.                                             | ニャル子（阿澄佳奈）、八坂真尋（喜多村英梨）、クー子（松来未祐）、ハス太（釘宮理恵）、暮井珠緒（大坪由佳）、余市健彦（羽多野渉）                                                                                           | 「太陽言わない燃えよカオス」                                            | テレビアニメ『這いよれ! ニャル子さんW』関連曲                                         |
| 4月10日  | 邪名曲たち                                                                                      | クー子（松来未祐） | 「BLOOD QUEEN」                                                         | テレビアニメ『這いよれ! ニャル子さんW』関連曲                                         |
| 4月24日  | 恋は渾沌の隷也                                                                                  | 後ろから這いより隊G | 「恋は渾沌の隷也」                                                      | テレビアニメ『這いよれ! ニャル子さんW』オープニンテーマ                               |
| 4月24日  | 這いよれ! ニャル子さんW エンディングソングシリーズ1 RAMMに這いよるXXX                           | RAMMに這いよる邪神さん | 「Wonderナンダ？片思い」                                                | テレビアニメ『這いよれ! ニャル子さんW』第3、8話エンディングテーマ                     |
| 5月22日  | 這いよれ! ニャル子さんW エンディングソングシリーズ2 RAMMに這いよるYYY                           | クー子（松来未祐）とクー音（柚木涼香） | 「Sister,Friend,Lover」                                                 | テレビアニメ『這いよれ! ニャル子さんW』第5、9話エンディングテーマ                     |
| 10月23日 | Prisma☆Musica                                                                                   | マジカルルビー（高野直子）、マジカルサファイア（松来未祐） | 「カレイドパワー・メイクアップ」                                        | テレビアニメ『Fate/kaleid liner プリズマ☆イリヤ』関連曲                               |
| 11月27日 | ひだまループ×エブリデイ♪                                                                        | 吉野屋先生（松来未祐）×校長先生（チョー） | 「学び舎」                                                              | テレビアニメ『ひだまりスケッチ×ハニカム』関連曲                                       |
| 2014年   |                                                                                                 | |                                                                         |                                                                                       |
| 10月29日 | Prisma☆Love Parade Vol.1                                                                        | マジカルルビー（高野直子）、マジカルサファイア（松来未祐） | 「インフィナイト★サプライズ」                                           | テレビアニメ『Fate/kaleid liner プリズマ☆イリヤ ツヴァイ!』関連曲                     |
| 2015年   |                                                                                                 | |                                                                         |                                                                                       |
| 5月8日   | 這いよれOnce Nyagain/きっとエンゲージ                                                           | 後ろから這いより隊G | 「這いよれOnce Nyagain」                                                | OVA『這いよれ! ニャル子さんF』オープニングテーマ                                      |

### その他参加楽曲
| 発売日        | 商品名                               | 歌       | 楽曲 | 備考                                      |
| ------------- | ------------------------------------ | -------- | --- | ----------------------------------------- |
| 1999年6月2日  | KISSより…                            | 松来未祐 | 「Dr Empty」 | ゲーム『KISSより…』SS版エンディングテーマ |
| 2000年4月28日 | Every Brand-new Day/Girls be UP!     | あっぷ2  | 「Girls be UP!」 | テレビアニメ『下級生』エンディングテーマ  |
| 2000年9月29日 | 西五反田フォークゲリラショー『熱海』 | 松来未祐 | 「ちいさな翼（Grass' field Mix）」 |                                           |
| 2007年10月3日 | 百歌声爛 女性声優編                  | 松来未祐 | 「バナナの涙〜ラムのラブソング〜デリケートに好きして〜悲しみよこんにちは〜君がいなければ〜EQUALロマンス〜時の河を越えて〜ロマンティックあげるよ〜青春〜渚の『・・・・・』」 |                                           |

## 企画イベント

### 2008年
- ライブ「M3」（「丸顔まん丸祭り」。2008年2月11日）
- ライブ「M4」（「水沢史絵」「まだ食べられないよぉ」「未婚」祭」。2008年6月15日、三部公演）
- バースデーライブ「M5」（「みんな大好き」「三十路バンド」松来未祐祭。2008年9月15日、渋谷O-WEST、二部公演）

### 2009年
- ライブ「松来未祐LIVE 2009 〜なっとく、いっとく!?みゆサマー〜」（2009年7月19日、渋谷club asia、二部公演）

### 2010年
- ライブ「松来未祐LIVE 2010 〜33歳祭（みみどしまつり）〜」（2010年9月25日、下北沢GARDEN、二部公演）

### 2011年
- ライブ「松来未祐BIRTHDAYLIVE2011〜ハロー!34!!〜」（2011年9月11日、吉祥寺CLUB SEATA、二部公演）

## その他

### 作詞
- ちいさな翼（2000年）
- ゆびきり（2003年）
- プリズム（2003年）
- アルバム『White Sincerely』収録曲（2013年）
  - Dream in Dream
  - おやすみなさい
  - HOME